# Пурасе
Пурасе́ (ісп. Puracé) — діючий вулкан в Колумбії, в андійському хребті Кордильєра-Сентраль. Абсолютна висота 4 650 м над рівнем моря. Це один з найактивніших вулканів в країні, виверження якого відбулися в 1849, 1869, 1885 і 1977 роках.
| Колумбія | Це незавершена стаття з географії Колумбії. Ви можете допомогти проєкту, виправивши або дописавши її. |